# Коханівка (Яворівський район)
Кохані́вка — село в Україні, у Яворівській міській громаді Яворівського району Львівської області. Населення становить 532 особи. Орган місцевого самоврядування — Яворівська міська рада. 

## Географія
Географічний словник Королівства Польського та інших слов'янських країн (т. IV) подає Коханівку як село Яворівського повіту, у 12 км на північний захід від Яворова, 7 км на північний схід від повітового суду та поштового відділення в Краковці. На півночі лежать Вовча Гора і Зажиче (частина Нагачува), на сході с. Нагачув, на півдні с. Гуки, Пшедбуж та Руда Коханівка, на захід с. Свідниця. На північному заході села, на межі Вовчей Гори, Мішава піднімається на 251 м. Звідси місцевість спускається на південь до долини р. Ретичин (215 м), що тече з північного сходу на південний захід. Вздовж східного кордону тече р. Ліповець (притока Ретичина) від Нагачува, з півночі на південь.

## Історія
Місцева греко-католицька парафія належала до Яворівського деканату Перемишльської єпархії. У 1844 р. вона дозволила пароху перенести домівку з рідного села Коханівки до філії у Свідниці, де йому побудували новий дів у 1864 р. Окрім Коханівки та Свідниці до парафії належали також: Тарасівка, Чаплаки та Руда Свидницька.
У 1880 році село належало до Яворівського повіту Королівства Галичини та Володимирії Австро-Угорської імперії. В селі мешкало 334 особи, на землях фільварку — 36 осіб, з них більшість була греко-католиками (крім 40 римо-католиків Краковецької парафії).
У 1939 році в селі мешкалало 350 осіб, з них 480 українців-греко-католиків, 35 українців-римокатоликів, 5 поляків, 10 євреїв. Село входило до ґміни Нагачув Яворівського повіту Львівського воєводства. Греко-католицька парафія належала до Краковецького деканату Перемишльської єпархії.
Наприкінці вересня 1939 р. село зайняла Червона армія. 27 листопада 1939 року постановою Президії Верховної Ради УРСР село у складі повіту включене до новоутвореної Львівської області.
В радянські часи до села було приєднано сусіднє Гуки, яке утворило південну частину села.

## Церква Успіння Пресвятої Богородиці
Про наявність у селі дерев`яної церкви згадує у своєму щоденнику від 1670 р. Ульріх фон Вердум. Попередня церква св. Миколи на дубових стендарах (обрубки дерева, які вертикально вкопані у землю) походила найпізніше з XVIII ст.
В 1887 році коштом місцевої громади і старанням отця поставлено наявну сьогодні церкву, тими ж майстрами і за тим же проектом, що і в 1880 році церкву в сусідній Свидниці. Найбільша різниця між згаданими церквами - їх орієнтація відносно сторін світу: у Свидниці вона класична - схід-захід, а в Коханівці - північ-південь. Церква у 1961-1989 роках стояла зачиненою, зараз у користуванні громади УГКЦ. На північ від церкви збереглася дерев’яна триярусна дзвіниця. Адміністратор: о. Почеква Андрій [попередні парохи: - до 2010.11.29 адмін. о. Кісіль Роман, - адмін. о. Лабінський Роман]